# Ус, Иван Егорович
Ива́н Его́рович Ус (1918 — после 1986) — советский хозяйственный, государственный и политический деятель, Герой Социалистического Труда.

## Биография
Родился в 1918 году в селе Сухины. Член КПСС.
Участник Великой Отечественной войны, орудийный номер 666-го артиллерийского полка 222-й стрелковой дивизии 33-й Армии 3-го Белорусского Фронта. С 1947 года — на хозяйственной, общественной и политической работе. В 1947—1980 гг. — бригадир колхоза имени Жданова Богодуховского района Харьковской области.
Указом Президиума Верховного Совета СССР от 23 июня 1966 года присвоено звание Героя Социалистического Труда с вручением ордена Ленина и золотой медали «Серп и Молот».
Умер в Богодуховском районе после 1986 года.